# 67 آسيا
67 آسيا هو كويكب، يقع ضمن حزام الكويكبات. اكتشف في 17 أبريل 1861. وقد اكتشفه نورمان بوغسون.

## روابط خارجية
- 67 آسيا في قاعدة بيانات مختبر الدفع النفاث لأجرام النظام الشمسي الصغيرة

- الاكتشاف · مخطط المدار ·  العناصر المدارية · المعلمات المادية

- 67 آسيا على موقع ويكي سكاي: DSS2, SDSS, GALEX, IRAS, Hydrogen α, X-Ray, Astrophoto, Sky Map, Articles and images